# مجلس شيوخ ماساتشوستس
مجلس شيوخ ماساتشوستس (بالإنجليزية: Massachusetts Senate)‏ هو مجلس شيوخ ولاية ماساتشوستس الأمريكية، وهو المجلس الأعلى في محكمة ماساتشوستس العامة.

## طالع أيضًا
- محكمة ماساتشوستس العامة